# Blepharophimosis
Blepharophimosis (łac., dosł. stulejka powiekowa) – wada wrodzona o charakterze cechy dysmorficznej, polegająca na zwężeniu szpary powiekowej.

## Klasyfikacja ICD10
| kod ICD10     | nazwa choroby                             |
| ------------- | ----------------------------------------- |
| ICD-10: H02.5 | Inne zaburzenia dotyczące powiek          |
| ICD-10: M96.0 | Inne wrodzone zaburzenia dotyczące powiek |